# Пузыри (мультсериал)
«Пузыри́» (другие названия: «Баблс» (англ. The Bubbles), «Приключения Баблс», «Пузыри. Улётные приключения») — российский анимационный сериал о приключениях нескольких друзей в фантастическом мире пузырей. «Пузыри» транслируются на телеканалах «Карусель», «Пиксель» и «Мульт». Произведён в анимационной студии «Небо» из Волгограда, производство начато в 2013 году, автор сценария — Михаил Ершов.
Каждый эпизод мультсериала имеет независимый от остальных выпусков сюжет, связанный с другими сюжетами единством персонажей и местом действия. Местом действия является город Баблград, в одном из районов которого расположены домики героев мультсериала.
Мультсериал переведён на 4 языка: английский, французский, немецкий и испанский.
Последняя серия вышла 26 августа 2016 года.

## Роли озвучивали
| Актёр озвучки     | Роль                      |
| ----------------- | ------------------------- |
| Прохор Чеховской  | Марти                     |
| Ирина Киреева     | Майя                      |
| Юрий Маляров      | Дядя Фолдер               |
| Диомид Виноградов | Бульбуль, Тен             |
| Антон Колесников  | Тен (с серии «Игромания») |